# Hajdúnánás
Hajdúnánás – miasto na Węgrzech, w komitacie Hajdú-Bihar, w powiecie Hajdúböszörmény.

## Miasta partnerskie
- Ustroń
- Valea lui Mihai
- Pieszczany